# Seznam postav seriálu Kobra 11
Toto je seznam postav, které se objevovaly v televizním akčním seriálu Kobra 11.

## Komisaři

### Frank Stolte

#### Život
Frank Stolte je parťák Ingo Fischera, později Semira Gerkhana. Frank sloužil před příchodem k dálniční policii u pohraniční stráže. Frank a Ingo byli partneři, kteří zahájili seriál. V prvním pilotním díle Bomby na 92. kilometru vyřešili případ Rascara Capaca. Frank byl v tomto případě určen šéfkou Katharinou Lamprechtovou, aby předal peníze Rascaru Capacovi / Stevu Krögerovi, kterého na konci zatkl. Frank s Ingem pracovali v prvních dvou epizodách, na konci druhé epizody byl Ingo Fischer zastřelen. Stolte Fischerova vraha zatkne. Potom do seriálu přišel Semir Gerkhan. Frank Stolte měl vztah s manažerkou dálničního motorestu Mareike Vanstraatenovou. V druhé epizodě se s ním rozešla a neznámý muž ji vydíral. Frank Stolte a Mareike Vanstraatenová byli ve čtvrté epizodě zase spolu. Frank a Semir spolu pak vyřešili další případy. Frank na konci 1. série odešel z dálniční policie spolu s policisty Thomasem Riederem, Markusem Bodmerem, Anjou Heckendornovou a Jochenem Suchultem.
Ve 4. díle 22. řady se na jeden díl vrátil a Semirovi tvrdil, že je pachatelem trestného činu. Semir dokázal jeho nevinu. Dále se dozvídáme, že Stolte se v roce 1996 nechal přeložit od dálniční policie k BKA, poté pracoval pro soukromou firmu, kde později uhořel jeho přítel. Odtud byl následně propuštěn a zadlužil se, Semir mu následně pomohl.

#### Charakteristika
Frank byl kolega Inga Fischera a první kolega Semira Gerkhana. Jeho povaha je klidná. Frank nosil obleky, hlavně šedé, černé a béžové. Frank Stolte a Ingo Fischer se někdy navzájem oslovovali šéfe. S Ingem byli kamarádi a dobře si rozuměli. Frank se po smrti Inga změnil. Pak přišel Semir. Frank a Semir si nejdříve nerozuměli, ale nakonec se spřátelili.

#### Služební vozy
| Auto            | Roky používání | V epizodách | SPZ                              | Barva    |
| --------------- | -------------- | ----------- | -------------------------------- | -------- |
| Audi 100 1.8    | 1995           | 3           | TG-A 257 / BRB-A 404 / BRB-E 283 | Stříbrná |
| BMW E36 325 TDS | 1995           | 6           | BRB-E 283                        | Modrá    |

#### Soukromé vozy
| Auto              | Roky používání | V epizodě   | SPZ        | Barva   |
| ----------------- | -------------- | ----------- | ---------- | ------- |
| Saab 99           | 1995           | Nový parťák | BRB-E 283  | Červená |
| Mercedes-Benz 190 | 2016           | Riziko      | NE-SH 2306 | Černá   |

### Ingo Fischer

#### Život
Ingo Fischer byl prvním kolegou Franka Stolteho. Frank a Ingo zahájili seriál. Ingo s Frankem působili v prvních dvou epizodách seriálu. Líbila se mu policistka Anja Heckendornová, která přišla v pilotním díle 1. série Bomby na 92. kilometru. V tomto díle vyřešili případ Rascara Capaca. Ingo a Anja byli u benzínové pumpy, odkud volal Rascar Capac, ale našli jen figurínu. Ingo Franka sledoval při předávání peněz Rascaru Capacovi / Stevu Krögerovi. Toho chtěl před hotelem, ve kterém se zločinec skrýval, zatknout, ale Steve Kröger vystřelil a v davu utekl ke svému autu. Na konci epizody byl zatčen. Frank a Ingo v druhé epizodě seriálu řešili další případ. Ingo Fischer byl v druhé epizodě zastřelen. Zemřel Frankovi v náručí. Frank jeho vraha zatkl. Na smrti Inga měla velkou vinu manažerka dálničního motorestu a přítelkyně Franka Mareike Vanstraatenová.

#### Charakteristika
Ingo byl Frankův první kolega. Jeho povaha je klidná. Ingo preferoval džínové a kožené věci. S Frankem byli kamarádi a dobře si rozuměli. Ingo se přátelil se všemi policisty a s manažerkou dálničního motorestu Mareike Vanstraatenovou. Frank a Ingo se někdy navzájem oslovovali šéfe.

#### Služební vozy
| Auto            | Roky používání | V epizodách | SPZ                  | Barva          |
| --------------- | -------------- | ----------- | -------------------- | -------------- |
| Ford Sierra 2.0 | 1995           | 2           | SL-K 689 / BRB-A 404 | Světle Fialová |

### Semir Gerkhan

#### Život
Semir vyrostl v turecké čtvrti v německém Kolíně nad Rýnem. Začal pracovat na policii a dostal nabídku od dálniční policie, aby nastoupil za zastřeleného Inga Fischera. Jeho prvním parťákem byl Frank Stolte. Ten však beze stopy zmizel na konci 1. série a místo něj nastoupil André Fux, trochu agresivní, ale dobrý policista. I zbytek policejních zaměstnanců se v té době změnil – na místo šéfky Kathariny Lamprechtové nastoupila Anna Engelhardtová, kterou si i přes počáteční odstup Semir oblíbil, a také nová sekretářka Andrea Schäferová, do které se Semir zamiloval. Běh věcí narušila krutá smrt Andrého (byl probodnut harpunou) a jeho místo u dálniční policie zaujal Semirův nový kolega Tom Kranich. Toho si Semir oblíbil. Tom ale posléze kvůli smrti své těhotné snoubenky Eleny Krügerové policii opustil a místo něj byl přijat mladý, sportovně nadaný komisař Jan Richter. Ten byl na Semirově svatbě s Andreou jako svědek a i přes to, že Andreu těsně před obřadem unesli zločinci, se obřad povedlo uskutečnit. Po Janově odchodu se k policii opět vrátil Tom Kranich a oba spolu nějaký čas pracovali. V té době se Semirovi a Andree narodila dcera Aida (2005, epizoda Záblesk). Potom byl ale Tom zastřelen při záchraně vietnamské dívky, což Semira ranilo. Jeho novým kolegou se stal Chris Ritter, speciálně vycvičený policista, který ale brzy zemřel. Když Semirovi zemřel další kolega, chtěl od policie odejít, ale při dopravě svědka k soudu s Ritterovým vrahem se seznámil s Benem Jägerem a u policie zůstal. Potom od policie odešla Anna Engelhardtová a na její místo nastoupila mladší ředitelka oddělení (šéfová) Kim Krügerová. Semirovi se v roce 2009 narodila druhá dcera Lilly (2009, epizoda Kóma). V pilotním díle 16. série zjistil, že má nemanželskou dceru Danu (2002) s dávnou přítelkyní Nazan Wegnerovou, ta později i s druhem umírá a péče o Danu přechází na Gerkhana. Někteří z Gerkhanových bratranců měli v seriálu větší roli, např. Hassan Gerkhan, Aladdin Gerkhan a Ismet Gerkhan. V seriálu se také dvakrát objevil jeho chráněnec Cem Aladay. Semir má bratra Kemala.
V roce 2012 dopadl spolu s Benem Jägerem gang tří bratrů, který byl dlouho pronásledovaný. Jeden z bratrů však z vězení řídil únos Semirovy rodiny a Semir se musel rozhodnout: buď zabije Bena a jeho rodina bude propuštěna nebo Bena nechá žít a zemře jeho rodina. Semir se rozhodl zabít Bena a fingovaně jej zastřelil po divoké honičce městem na střeše budovy v přímém televizním přenosu. V roce 2013 Semir zjistil, že jeho bývalý kolega André Fux, o kterém si všichni mysleli, že zemřel v roce 1999 na Mallorce, žije. André nejprve Semirovi zachránil život, ale Semir posléze zjistil, že se André dal na dráhu zločinu. André zemřel pádem do propasti v Alpách. V roce 2013 odešel Ben Jäger a na jeho místo nastoupil vrchní komisař Alex Brandt. V roce 2014 Semira opustila Andrea Schäferová, na kterou se provalila nevěra a ona i s dětmi odešla žít s milencem. Následoval rozvod, ale ani nový vztah Andree nevydržel. Semir byl do Andrey stále zamilovaný a poté, co Andrea jen těsně unikla smrti, se dali opět dohromady. Vztah prošel turbulentním vývojem - podruhé se vzali, nicméně poté, co se Andrea i s dcerami odstěhovala do dánské Kodaně, udržovali pouze vztah na dálku. Manželství opět nevydrželo. Ve třech speciálních 90minutových epizodách (2022) se ukázalo, že je Gerkhan znovu rozvedený. Zpočátku si svobodný život užívá, později naváže partnerský vztah s lékařkou Biancou Kessler. V roce 2015 odešel od policie Alex Brandt kvůli smrti otce za svou matkou do Brazílie. V roce 2016 přišel nový kolega Paul Renner, kterému Semir v mládí zachránil život. Na konci 24. série Paul odejde od dálniční policie, aby odplul se svým nemocným otcem na Nový Zéland. V prvním díle 25. série se stane Semirovou parťačkou Vicky Reisingerová. Zatím naposled se oba parťáci vrátili na obrazovky ve třech 90minutových fimech v roce 2022. Zkušený a nesmrtelný Semir Gerkhan si připsal u dálniční policie už 26. rok.
Semir je ke všem milý a hodný. Je kamarádský a má rád zvířata. Když je ale někdo z jeho okolí v nebezpečí, nezná s nikým slitování a chrání své přátele ze všech sil. V průběhu času se Semirův charakter trochu mění – nejprve je to mladý frajer se žvýkačkou v puse, časem se ale mění v zodpovědného, přesto ale veselého člověka a milujícího manžela a otce. V poslední ze tří speciálních 90minutových epizod (2022) se poprvé stává dědečkem, když jeho dcera Dana porodila potomka. Semir tak odchází do důchodu a chce se věnovat svému vnukovi naplno.

#### Služební vozy
| Auto                                | Roky používání | V epizodách | SPZ                              | Barva    |
| ----------------------------------- | -------------- | ----------- | -------------------------------- | -------- |
| BMW E36 328i                        | 1995           | 3           | HVL-S 199                        | Černá    |
| BMW E39 523i                        | 1996           | 3           | BU-L 473 / B-PW 185              | Vínová   |
| BMW E36 328i                        | 1997–1998      | 16          | B-PV 185 / B-EW 315 / NE-DR 8231 | Stříbrná |
| BMW E46 328i                        | 1998–2001      | 47          | NE-DR 8231                       | Stříbrná |
| BMW E46 330i                        | 2001–2005      | 51          | NE-DR 8231                       | Stříbrná |
| BMW E46 330i LCI (Facelift)         | 2005           | 1           | NE-DR 8231                       | Stříbrná |
| BMW E90 330i                        | 2005–2009      | 51          | NE-DR 8231 / D-BM 3308           | Stříbrná |
| BMW E90 330i LCI (Facelift)         | 2009–2011      | 39          | D-BM 3308                        | Stříbrná |
| BMW F30 320d                        | 2012–2016      | 35          | D-BM 3308                        | Stříbrná |
| BMW F30 328i (M sport)              | 2012–2017      | 63          | D-BM 3308                        | Stříbrná |
| BMW F30 330i LCI (M sport Facelift) | 2015–2019      | 46          | D-BM 3308                        | Stříbrná |
| BMW G20 330i                        | 2019–2021      | 6+          | K-BM 3308                        | Stříbrná |

#### Soukromé vozy
| Auto                                | Rok/y používání | Epizoda        | SPZ       | Barva        |
| ----------------------------------- | --------------- | -------------- | --------- | ------------ |
| Opel Kadett B 12                    | 1995            | Nový parťák    | P-AP 884  | Světle modrá |
| Škoda Octavia II                    | 2008            | Muž v pozadí   | D-AM 391  | Stříbrná     |
| BMW (E64) 630i                      | 2008            | Nevěsta        | K-AC 208  | Stříbrná     |
| Škoda Fabia                         | 2012            | Anděl smrti    | K-MG 791  | Stříbrná     |
| BMW (E70) X5                        | 2013            | Zmrtvýchvstání | D-CE 925  | Šedá         |
| BMW (F26) X4 (M-Sport)              | 2013            | Krevní msta    | D-GC 7646 | Černá        |
| Mercedes-Benz GLA 200               | 2015            | Krvavé peníze  | K-JM 401  | Černá        |
| BMW (F25) X3 LCI (M-Sport Facelift) | 2017            | Není úniku     | K-OI 189  | Tmavě zelená |
| Opel Manta B Berlinetta             | 2017            | Hrdina z ulice | GL-06 235 | Modrá        |
| BMW (G05) X5 (M-Sport)              | 2019            | Osudná noc     | D-RK 8596 | Černá        |

### André Fux

#### Život
André Fux byl druhý partner Semira Gerkhana. Vlastnil černý pás v karate, které vyučoval. Se Semirem pracoval od roku 1996, kdy byl přiřazen k dálniční policii po odchodu Franka Stolteho. Se Semirem měl blízký vztah a velmi dobře si rozuměli. V roce 1999 jeden případ zavedl Semira a Andrého na Mallorcu, kde byl André postřelen harpunou a spadl z jachty do moře. Andrého tělo nebylo nalezeno, proto byl považován za mrtvého. Ovšem v roce 2013, Semir a Ben zjistili, že nezemřel. Nejprve zachránil Semirovi a jeho dětem život, ale posléze bylo zjištěno, že byl zapleten do zločinu. Na konci pilotního dílu Zmrtvýchvstání André v Alpách spadl do propasti a zemřel. Jeho tělo se však nenašlo.

#### Charakteristika
André byl Semirovým druhým kolegou. Jeho povaha byla klidná, ale někdy až agresivní. Ovládal bojová umění, které i párkrát předvedl. Kromě toho byl i zpěvák, podobně jako pozdější kolega Ben Jäger. Zazpíval v seriálu i se skupinou Scooter v epizodě Smrtící sláva z 2. série. André od začátku nosil obleky. V druhé sérii nosil výrazné barvy košil jako červenou, silně modrou, oranžovou a podobně. Od třetí série už začal nosit stylovější a modernější košile a obleky. Spíše preferoval černou, šedou a hnědou.

#### Služební vozy
| Auto                  | Roky používání | V epizodách | SPZ                    | Barva |
| --------------------- | -------------- | ----------- | ---------------------- | ----- |
| BMW E36 328i          | 1996           | 6           | B-EW 315 / B-DW 8271   | Šedá  |
| Mercedes-Benz C 200   | 1997           | 8           | B-DW 8271              | Modrá |
| Mercedes-Benz CLK 320 | 1997–1999      | 18          | B-DV 8271 / NE-LK 3470 | Modrá |

### Tom Kranich

#### Život
Narodil se do rodiny Frankieho Kranicha. Má sestru Nadju, která žije v Mnichově a pracuje ve vedení hotelu. Od mládí měl rád jízdu ve formuli a tato záliba mu vydržela až do dospělosti. Nejprve pracoval u státní policie, po té dostal nabídku od dálniční policie v Kolíně nad Rýnem, kterou přijal a nastoupil za zemřelého Andrého Fuxe. Zde se seznámil se Semirem Gerkhanem a od té doby spolu vyšetřovali různorodé případy. Jednou se Tom seznámil u jednoho případu se svědkyní Elenou Krügerovou a zamiloval se do ní a po čase už s ní čekal dítě a chtěl si ji vzít. Za svědka si vybral Semira, který pochopitelně souhlasil. 
Zločinci ale v té době nastražili do Tomova auta bombu, která ho měla zabít, ale zabila těhotnou Elenu. Tom byl zoufalý a potom, co nalezl vrahy, odešel od policie a odjel na několikaletou dovolenou do ciziny. Pak chvíli učil jízdu ve formulích pro děti, následně se ale znovu setkal se Semirem (v době po odchodu svého nástupce Jana Richtera) a vrátil se k policii. U ní zase několik let sloužil a dokonce se zamiloval do sekretářky Petry Schubertové, potom ale jednou zachraňoval vietnamskou dívku, kterou se snažili dostat jako nepohodlného svědka zločinci a přitom byl smrtelně zraněn. Zemřel Semirovi v náručí a byl pohřben v Kolíně nad Rýnem. Elenu a jejich nenarozené dítě následoval o necelých pět let později. Petra po jeho pohřbu odešla od sboru. Semir a jeho nástupce Chris Ritter později jeho vraha zastřelí.

#### Charakteristika
Tom Kranich je typický akční hrdina – odvážný, silný… Je také přátelský a má rád krásné ženy. Tom byl třetím kolegou Semira Gerkhana a šestým komisařem. Mezi Tomem a Semirem se vyvinulo skutečné přátelství. Tom uměl italsky. Miloval jízdu ve formulích, byl v tom dobrý. Tom většinou nosil obleky. Sbíral hodinky. Všude chodil pozdě. Elena byla jeho životní láskou, plánovali svatbu a těšili se na dítě. Tom se po smrti těhotné Eleny změnil.

#### Služební vozy
| Auto                  | Roky používání | V epizodách | SPZ        | Barva |
| --------------------- | -------------- | ----------- | ---------- | ----- |
| Mercedes-Benz CLK 320 | 1999–2002      | 42          | NE-LK 3470 | Modrá |
| Mercedes-Benz CLK 320 | 2004–2006      | 33          | NE-LK 3470 | Modrá |

#### Soukromé vozy
| Auto                  | Rok/y používání | Epizoda    | SPZ      | Barva |
| --------------------- | --------------- | ---------- | -------- | ----- |
| Range Rover Series II | 2002            | Rozloučení | BM-MB 70 | Černá |

### Jan Richter

#### Život
Jan Richter se narodil v Německu, pravděpodobně v Kolíně nad Rýnem. V Münstru vystudoval policejní akademii s červeným diplomem (jak se dozvídáme v pilotním dílu 7. série) a poté nastoupil na oddělení krádeží, kde pracoval jen pár měsíců. Pak byl ale zavražděn jeho dlouholetý kamarád a Jan se rozhodl vrahy chytit a nechat zatknout a zavřít. V práci si vzal dovolenou a začal pátrat na vlastní pěst. Při tom se seznámil se svým budoucím kolegou a kamarádem Semirem Gerkhanem, který mu pomohl vrahy dostihnout i přesto, že se při jejich prvním setkání poperou a Jan, který ovládá kickbox, ho přemohl. Protože neměl Semir v této době parťáka, byla mu nabídnuta práce u dálniční policie a Jan, který se zatím se Semirem spřátelil, ji přijal a nastoupil po odchodu Toma Kranicha.
Rychle získal uznání svých nových kolegů, kteří na něj často nahlíželi s respektem. Jan postupem času získal hodnost vrchního komisaře a hodně se toho od Semira naučil a šel mu za svědka na svatbě s Andreou Schäferovou. Z dálniční policie odešel kvůli přítelkyni, která spáchala sebevraždu a Jan se rozhodl k odchodu do Ameriky. O jeho dalším životě se v seriálu nemluví.

#### Charakteristika
Jan byl milý a přátelský. Je čtvrtým kolegou Semira Gerkhana a šestým komisařem. Jeho povaha byla klidná. Je šarmantní, elegantní a pozorný. Jan většinou nosil obleky. Nosí kontaktní čočky, v epizodě Na mušce (8. série, 2003) měl brýle. Má rád zvířata, se kterými umí skvěle pracovat, a také sport, ve kterém ve všech směrech vyniká – nejvíce v bojových uměních. Také uměl dobře hrát bowling a další sporty, což se mu často hodí.

#### Služební vozy
| Auto                  | Roky používání | V epizodách | Značka     | Barva |
| --------------------- | -------------- | ----------- | ---------- | ----- |
| Mercedes-Benz CLK 320 | 2002           | 7           | NE-LK 3470 | Modrá |
| Mercedes-Benz CLK 320 | 2002–2004      | 19          | NE-LK 3470 | Modrá |

#### Soukromé vozy
| Auto       | Rok/y používání | Epizoda     | SPZ       | Barva |
| ---------- | --------------- | ----------- | --------- | ----- |
| Toyota MR2 | 2002            | Křest ohněm | K-PR 4600 | Černá |

### Chris Ritter

#### Život
Chris Ritter je pátým kolegou Semira Gerkhana. Byl profesionálně vycvičeným policistou. 10 let pracoval pro tajnou službu, byl zrazen svým kolegou a vězněn v Africe, kde ho mučili, dávali mu drogy a při pokusu o útěk byl několikrát postřelen. Měl sestru Janine, která žila v Londýně. S bývalou manželkou Beou měl syna Frederica a dceru Katrin. Chris uměl švédsky. Se Semirem pracoval od roku 2006, kdy byl přiřazen k dálniční policii po smrti Toma Kranicha. Chris jako tajný agent vystupoval pod jménem Mark Jäger. Původně si o něm všichni mysleli, že zabil Toma a nevěděli, že byl tajným agentem. Semir se ho snažil zatknout. Pak ale skutečný vrah Toma Kranicha zabil Chrisova šéfa. Chris šel za Semirem a vše mu řekl a společně s ním vypátral Tomova vraha. Protože po vyřešení případu byly uvedeny fotografie pana Rittera v novinách a bylo uvedeno jeho jméno, nemohl nadále pracovat jako tajný agent. V další epizodě se stal Semirovým kolegou. Ze začátku se jim ale spolupráce nedařila, Chris byl zvyklý na sólové akce a spoléhat se jen sám na sebe. Pak se z nich stal dobrý tým a Chris měl se Semirem dobrý vztah a rozuměli si. V roce 2007 vyšetřovali jeden případ, ve kterém byl Chris zastřelen z vrtulníku. Zemřel v náručí své přítelkyně a bývalé kolegyně, tajné agentky Tanji Brandtové, kterou zachránil před smrtí. Nad nimi stáli Semir a šéfová Anna Engelhardtová. Jeho vrah byl zatčen a odsouzen v pilotním díle 13. série. Jde o zatím posledního Semirova parťáka, který byl někým zabit.

#### Charakteristika
Chris byl Semirovým pátým kolegou. Jeho povaha byla klidná, ovšem někdy i agresivní. Chris od začátku nosil obleky.

#### Služební vozy
| Auto                  | Roky používání | V epizodách | Značka     | Barva         |
| --------------------- | -------------- | ----------- | ---------- | ------------- |
| Mercedes-Benz CLK 320 | 2006–2007      | 11          | NE-LK 3470 | Modrá         |
| Mercedes-Benz C 350   | 2007           | 8           | D-BD 2408  | Stříbrno-šedá |

#### Soukromé vozy
| Auto               | Rok/y používání | Epizoda            | SPZ      | Barva   |
| ------------------ | --------------- | ------------------ | -------- | ------- |
| Ferrari 360 Modena | 2006            | Na život a na smrt | B-MJ 691 | Červená |

### Ben Jäger

#### Život
Ben Jäger je šestým kolegou Semira Gerkhana. S Gerkhanem pracoval od roku 2008, nastoupil po smrti Chrise Rittera. Dříve sloužil u LKA, ale v jeho týmu byl zrádce, kterého zastřelila jeho kolegyně Eva. Kvůli této události opustil LKA. Později se však případ znovu začal vyšetřovat a zjistilo se, že ten, kterého tehdy Eva zastřelila, byl nevinný a že skutečnými zrádci byli jejich šéf a kolegyně Franciska. Se Semirem měl blízký vztah a velmi dobře si rozuměli. Ben byl z bohaté rodiny Konrada Jägera, měl sestru Julii. Odešel v 7. díle 18. řady kvůli hudební kariéře (Osamělé rozhodnutí, 2013). Po šesti letech se v seriálu znovu objevil, a to na Semirových narozeninách v 1. epizodě 24. série Všechno nejlepší k narozeninám, kdy projížděl Kolínem a pomohl Semirovi dostat se z životní krize.

#### Charakteristika
Ben byl Semirův šestý kolega. Jeho povaha je klidná. Ben byl také zpěvák a kytarista, podobně jako André Fux. Ben byl prvním parťákem, který nenosí obleky. Ze začátku většinou nosil džíny a zelenou nebo černou bundu, později začal nosit kožená saka, převážně hnědá.

#### Služební vozy
| Auto                      | Roky používání | V Epizodách | Značka    | Barva         |
| ------------------------- | -------------- | ----------- | --------- | ------------- |
| Mercedes-Benz C 350       | 2008–2009      | 25          | D-BD 2408 | Stříbrno-šedá |
| Mercedes-Benz E Coupé 500 | 2010–2013      | 47          | D-BD 2408 | Stříbrno-šedá |

#### Soukromé motocykly
| Motorka                                 | Rok/y používání | Počet epizod | SPZ      | Barva |
| --------------------------------------- | --------------- | ------------ | -------- | ----- |
| Harley-Davidson FXDF Dyna Fat Bob       | 2008            | 3            | GG-C 552 | Černá |
| Harley-Davidson V-Rod Night Rod Special | 2013            | 2            | K-XD 46  | Černá |

#### Soukromé vozy
| Auto                | Rok/y používání | Epizoda                        | SPZ       | Barva    |
| ------------------- | --------------- | ------------------------------ | --------- | -------- |
| Mercedes-Benz R 350 | 2008            | Na vlastní pěst                | K-AP 240  | Stříbrná |
| Audi R8             | 2008            | Na vlastní pěst                | K-AP 134  | Černá    |
| Porsche 911 Targa   | 2008            | Muž v pozadí                   | K-MJ 754  | Bílá     |
| Porsche 911         | 2008            | Pod tlakem                     | D-RJ 5111 | Stříbrná |
| Porsche 911 Carrera | 2012            | Ztracený přítel                | K-TZ 911H | Stříbrná |
| BMW (i12) i8        | 2019            | Všechno nejlepší k narozeninám | M-LX 782E | Šedá     |

### Alexander „Alex“ Brandt

#### Život
Alex Brandt byl sedmým kolegou Semira Gerkhana. Pracovali spolu od roku 2013, nahradil v týmu Bena Jägera. Byl zkušeným policistou, pracoval jako agent vrchní komisař u protidrogového nasazení, kde ho ale kamarádi a kolegové zradili a on musel do vězení. Tam strávil dva roky, nakonec se ale jeho nevinu podařilo dokázat. Se Semirem se dali dohromady uprostřed 18. série, po úvodních rozepřích se mezi nimi utvořil pevný vztah a velmi dobře si rozuměli.
Vyrůstal s třemi dalšími děti v pěstounské péči se svou nevlastní matkou Annou, která se stala také pěstounkou Felixe, chlapce, kterému zemřela matka v pilotní epizodě 19. řady. Od epizody Tisícerá smrt je ve vztahu s patoložkou Nelou Stegmannovou. Jejich vztah byl ale ukončen poté, co Nela odešla do zahraničí. V epizodě Větrná harfa se Alex seznámil se svým skutečným otcem, který ho poté, co ukradl kartelové peníze, dal k pěstounské rodině. Když se Alex dozvěděl, že je jeho matka stále naživu, opustil svou práci a odcestoval do Brazílie, aby se s ní setkal. Se Semirem se rozloučil na dálnici.

#### Charakteristika
Alex byl Semirův sedmý kolega. Jeho povaha je klidná. Alex byl druhým parťákem, který nenosí obleky (nosil více koženou bundu) a někdy překračuje hranice a pravidla.

#### Služební vozy
| Auto                  | Roky používání | V epizodách | Značka    | Barva         |
| --------------------- | -------------- | ----------- | --------- | ------------- |
| Mercedes-Benz CLA 250 | 2013–2015      | 29          | D-CL 3508 | Stříbrno-šedá |

#### Soukromý motocykl
| Motorka              | Roky používání | V epizodách | Značka  | Barva   |
| -------------------- | -------------- | ----------- | ------- | ------- |
| Ducati MH900e        | 2013           | 1           | K-PO 56 | Červená |
| Triumph Thruxton 900 | 2013–2015      | 4           | K-PO 57 | Černá   |

### Paul Renner

#### Život
Paul Renner je osmým parťákem Semira Gerkhana. S Gerkhanem pracuje od roku 2015, nahradil Alexe Brandta. Byl bývalým policejním důstojníkem. Paulovým životním cílem bylo stát se dálničním policistou, jelikož v raném věku potkal Semira Gerkhana, který mu zachránil život. Od té doby chtěl být stejný a zachraňovat ostatní před nebezpečím.
Se Semirem jsou blízkými přáteli a mohou se na sebe vzájemně spolehnout, dohromady tvoří dobrý tým. Paul má neteř Emilii, otce Klause Rennera, který začíná trpět demencí, a sestru. Paul pomáhá otci v autodílně a opravují spolu veterána. Během 21. série měl románek s kolegyní Jenny, jejich vztah ale nevydržel dlouho. Semir si však myslel, že měl poměr s jeho dcerou Danou, toto nedorozumění se vysvětlí v epizodě Poplach na nudistické pláži. V této epizodě se ale také ukáže, že Dana by o Paula opravdu měla zájem.
Své pracoviště opustil v roce 2019, v poslední epizodě 24. řady Dědictví práci opustí, aby se staral o nemocného otce, a odpluje s ním na Nový Zéland.

#### Charakteristika
Paul je Semirův osmý kolega. Jeho povaha je klidná, ale pokud jde o rodinu nebo přátele, udělá vše pro jejich záchranu. Je nadaným policistou s bystrými smysly pro spravedlnost a srdcem na pravém místě, vždy jede na plný plyn stejně jako Semir a někdy překračuje pravidla. Paul byl třetím parťákem, který nenosí obleky (nosil džíny, sportovní bundu, sportovní tenistky i kotníkové boty a koženou bundu). Jeho největším koníčkem jsou vodní sporty, zejména surfing a vše, co je s vodou spojováno. Je skvělý plavec.

#### Služební vozy
| Auto                 | Roky používání | V epizodách | Značka    | Barva |
| -------------------- | -------------- | ----------- | --------- | ----- |
| Mercedes-Benz C 200  | 2015–2019      | 47          | D-BD 3508 | Černá |
| Mercedes-Benz C 220d | 2019           | 9           | D-BD 3508 | Černá |

#### Soukromé vozy
| Auto                    | Rok/y používání | Počet epizod | SPZ      | Barva      |
| ----------------------- | --------------- | ------------ | -------- | ---------- |
| Shelby Cobra 427        | 2015–2017       | 3            | SO-BU 4H | Bílo-černá |
| Volkswagen T4 Caravelle | 2017–2018       | 2            | K-AJ 346 | Modrá      |

#### Soukromá plachetnice
| Auto   | Rok/y používání | Epizoda  | Barva |
| ------ | --------------- | -------- | ----- |
| DUFOUR | 2019            | Dědictví | Bílá  |

### Vicky Reisingerová

#### Život
Vicky Reisingerová je devátým parťákem Semira Gerkhana. Je to vůbec poprvé, kdy po Semirově boku stojí žena. Se Semirem tvoří tým od roku 2020, kdy nahradila Paula Rennera. Společně s komisařem Semirem Gerkhanem sloužili až do úplného konce seriálu.  Vicky se ale společně se zkušeným veteránem Semirem vrací na obrazovky v 90minutových filmech, kdy oba opět tvoří hlavní tým. Vicky v těchto filmech nazývá Semira dědou, protože jeho dcera Dana čeká s kolegou Maxem dítě. Zároveň se Semira ráda vyptává na jeho osobní život, sama v úvodním filmu Nesmiřitelně zažije krátký románek s belgickou policistkou Jolie, který je však přerušen únosem obou policistek. V následujícím filmu Bezmocnost se Vicky svěřuje Semirovi, že Jolie už se jí po návratu domů neozvala.

#### Charakteristika
Vicky ráda jezdí na kole a nosí módní oblečení.

#### Služební vozy
| Auto [zdroj?]            | Roky používání | V epizodách | Značka    | Barva |
| ------------------------ | -------------- | ----------- | --------- | ----- |
| Mercedes-Benz C 300 cupé | 2020           | 6+          | K-BC 3508 | Černá |

## Šéfové

### Katharina Lamprechtová

#### Život
Katharina Lamprechtová byla první šéfkou dálniční policie v seriálu. Společně s Frankem Stoltem a Ingem Fischerem vyřešila případ „Rascara Capaca“ v pilotním díle Bomby na 92. kilometru. Účastnila se výslechů podezřelých nebo obstarávala inzeráty či denní tisk. Výrazněji se do akce se zapojila v epizodách Konečná pro všechny a Chladnokrevně, ale většinou řídila akce z kanceláře. Většinou dodržovala policejní pravidla. V šesté epizodě 2. série neznámo jak odešla společně se sekretářkou Reginou Christmannovou, policistou Manfredem Meier-Hoferem a manažerkou dálničního motorestu Marií.

#### Charakteristika
Katharina Lamprechtová byla přísná, ale pro své zaměstnance spravedlivá a vyžadovala kázeň, na druhou stranu se svých podřízených také uměla zastat. Tím si získala jejich respekt.

#### Služební vozy
| Auto           | Roky používání | V epizodách | Značka              | Barva    |
| -------------- | -------------- | ----------- | ------------------- | -------- |
| BMW (E36) 328i | 1995           | 2           | UB-E 438, BRB-A 404 | Stříbrná |

### Anna Engelhardtová

#### Život
Anna Engelhardtová byla druhá šéfová dálniční policie. Měla o 14 let mladší sestru Christinu. V jedné epizodě v seriálu Kobra 11: Nasazení týmu 2 se objevil její synovec. Před příchodem k dálniční policii byla na oddělení vražd. Šéfová se s kolegy spíše přátelila a byla velmi oblíbená. S týmem držela pohromadě. Několikrát se dostala do těžké situace, ale vždy ji dovedla do úspěšného konce. Ve služebních záležitostech byla nekompromisní, ale byla ochotná i leccos odpustit. Na druhou stranu pokud se její lidé dostali do nějakého konfliktu, plně za nimi stála.
V 5. sérii v epizodě Krátké štěstí měla vztah s Phillipem Kleinem. Měli spolu letět do Paříže, kde chtěl Phillip Anně nabídnout sňatek. Lisa, dcera jeho manželky, se kterou se chtěl rozvést, ho ale zabila, Annu unesla a chtěla ji zabít. Šéfovou její podřízení zachrání a Lisu zatknou. Později měla šéfová vztah s otcem Toma Kranicha, Frankem „Frankiem“ Kranichem (10. série, epizoda Frankie). Ve 13. sérii v epizodě Zrada odchází poté, co ji zradil její přítel, který ji chtěl zabít. V roce 2016 se na jaře opět ukáže v pilotním díle Kobro, je to na vás!, aby popřála a předala Semirovi, k 20. výročí u dálniční policie, dar od policejního prezidenta.

#### Charakteristika
Anna Engelhardtová je šéfová, která byla celkem atraktivní. Byla velmi energická, rozhodná a působila chladně, proto byla hodna svého jména „Andělské srdce“. Od 3. série bylo jasné, že k ní choval policista Horst ''Hotte'' Herzberger city.

#### Služební vozy
| Auto                    | Roky používání | V epizodách | Značka               | Barva       |
| ----------------------- | -------------- | ----------- | -------------------- | ----------- |
| Mercedes-Benz E 280     | 1997           | 1           | B-HC 643             | Černá       |
| Volkswagen Golf III     | 1997           | 2           | B-A 4821             | Červená     |
| Mercedes-Benz A 140     | 1998           | 4           | NE-DK 382            | Červená     |
| Opel Vectra A           | 1999           | 1           | NE-KL 9257           | Stříbrná    |
| Opel Vectra A           | 1999–2001      | 1           | K-DZ 7401            | Vínová      |
| Nissan Terrano II       | 2001           | 1           | NE-N 1841            | Tmavě šedá  |
| Škoda Octavia I         | 2002–2003      | 1           | K-MS 993             | Stříbrná    |
| Lexus IS 300            | 2003–2004      | 1           | K-JX 4432, K-EA 9169 | Tmavě modrá |
| Lexus IS 200 Sportcross | 2004–2006      | 4           | K-EJ 8323, K-PR 1142 | Černá       |
| Lexus IS 250            | 2006–2007      | 2           | K-AW 555, K-EF 1073  | Černá       |
| Suzuki Grand Vitara II  | 2007–2008      | 2           | D-AM 5500, HP-SE 247 | Šedá        |

#### Soukromé vozy
| Auto                   | Roky používání | V epizodě        | Značka     | Barva        |
| ---------------------- | -------------- | ---------------- | ---------- | ------------ |
| Mercedes-Benz 190      | 1997           | Pomsta je sladká | B-CW 7168  | Stříbrná     |
| Citroën BX             | 1998           | Taxi 541         | NE-KH 6321 | Tmavě šedá   |
| Mitsubishi Pajero L040 | 1998           | Soudce           | K-AE 8991  | Černá        |
| Audi 80 B3             | 2003           | Na mušce         | K-VG 71    | Světle modrá |

### Kim Krügerová

#### Život
Kim Anne-Marie Christo Krügerová byla třetí šéfová dálniční policie. Poprvé byla k vidění v epizodě Okno, kde s ní flirtoval Ben Jäger alias Winnetou Kozlowski, ještě v této epizodě přišla k dálniční policii. Její otec Alexander Christo byl zločinec, kterého v epizodě Panter postřelila. Kdysi byla zasnoubená s jedním policistou, který byl jejím kolegou a životním partnerem a čekala s ním dítě, její partner byl zastřelen při razii a později o dítě přišla. V 16. sérii v epizodě Ex manžel se objevil její bývalý manžel Alexander Stark. Měla tři bratry a neteř Hannu. Kim Krügerová rozuměla dlouhým a složitým přednáškám technika Hartmuta Freunda. V 19. sérii měla milostný vztah se státním návladním Sanderem, ten se ale projeví jako záporná postava a ve 20. sérii nakonec zemřel v díle Vzpoura. 
Ve 24. sérii je po smrti Julie Dernhoffové v epizodě Mimo službu povýšena na policejní prezidentku a odchází tak po napjatých vztazích se Semirem od dálniční policie. V poslední epizodě 24. série Dědictví se jako nová policejní prezidentka Kolína stane rukojmím a je postřelena, Semir s Paulem ji už ale nedokázali zachránit a tak zemřela.

#### Charakteristika
Kim Anne-Marie Krügerová byla přísná. Ale i přes to si s podřízenými rozuměla. Dokázala se smát a s kolegy si zašpásovat. Například v díle Ztracené děti pokárala Semira, že si prý myslí, že je tlustá, což ale nebyla pravda a Kim to věděla, jelikož byla velmi krásná a elegantní dáma.

#### Služební vozy
| Auto                                | Roky používání | V epizodách | Značka              | Barva       |
| ----------------------------------- | -------------- | ----------- | ------------------- | ----------- |
| Mercedes-Benz Classe B 200 CDI      | 2008–2009      | 2           | D-AM 391            | Černá       |
| Mercedes-Benz Classe A 160          | 2009–2010      | 1           | D-MB 314            | Stříbrná    |
| Mercedes-Benz Classe GLK 280        | 2011           | 12          | D-RE 298            | Černá       |
| Mercedes-Benz ML 350                | 2011–2012      | 4           | D-QT 3387           | Černá       |
| Mercedes-Benz SLK 200               | 2012           | 1           | D-QT 2827           | Tmavě modrá |
| Mercedes-Benz GLK 350               | 2012–2013      | 17          | D-RE 298            | Černá       |
| Mercedes-Benz GLK 350               | 2013–2014      | 15          | D-RE 298, D-AR 280  | Černá       |
| Mercedes-Benz ML 350                | 2014–2015      | 24          | D-AR 280            | Černá       |
| Mercedes-Benz Classe GLE 250        | 2015           | 5           | D-AR 280            | Černá       |
| BMW (F25) X3 LCI (M-Sport Facelift) | 2016–2017      | 32          | D-AR 280, D-CL 3508 | Stříbrná    |
| BMW (F26) X4 (M-Sport)              | 2017–2018      | 17          | D-AR 280            | Černá       |
| BMW (F26) X2 (M-Sport)              | 2018–2019      | 13          | D-AR 280            | Stříbrná    |

## Sekretářky

### Regina Christmannová

#### Život
Regina Christmannová byla první sekretářkou dálniční policie. Regina byla schopná sekretářka, která byla oporou při vyhledávání v policejních záznamech. V epizodě Nalezenec se objevila ve větší roli, kdy našla v motorestu Stolper dítě, které bylo uneseno z nemocnice a mělo být předáno jiným lidem. Dítě bylo ale zachráněno spolu se svou matkou. Regina měla právě v tomto případu velkou zásluhu na vyřešení, protože kdyby dítě nenašla, nikdy by se na zločiny nepřišlo. Díky ní byly vyřešeny i další složité případy např. v epizodě Chladnokrevně, kde pomocí informace zjistila, kdo je zločinec. Velmi dobře uměla pracovat s počítači. I díky tomu byly případy vyřešeny. Regina také musela odvézt matku Semira Gerkhana z letiště a Semirova matka se ji snažila dát dohromady se Semirem. K tomu ale nedošlo. V šesté epizodě 2. série neznámo jak odchází společně se šéfkou Katharinou Lamprechtovou, policistou Manfredem Meier-Hoferem a manažerkou dálničního motorestu Marií.

#### Charakteristika
Regina byla schopná sekretářka, která velmi dobře pracovala s počítači. S kolegy se přátelila. Nosila elegantní oblečení. Měla světlé vlasy.

### Andrea Schäferová-Gerkhanová

#### Život
Andrea Schäferová se narodila v Německu. Má sestru Katrin, jejich rodiče se jmenovali Margot a Hans Hubert. Andrea byla druhou sekretářkou dálniční policie v Kolíně nad Rýnem. Se Semirem Gerkhanem spolu chodili, rozcházeli se a znovu se k sobě vraceli. V pilotním díle 8. série Na věky věků (2003) se vzali. V 10. sérii v epizodě Záblesk se jim narodila dcera Ayda (2005). Andrea odešla na mateřskou dovolenou, ale v seriálu se objevovala dál. Ve 14. sérii v epizodě Kóma se jim narodila dcera Lilly (2009). Andrea si po svatbě nechala své příjmení, ale od 13. série měla příjmení Semira. V 18. sérii se se Semirem hodně pohádala, když Semir zjistil, že má milence. Hned v pilotním díle Zmrtvýchvstání se rozešli, po několika dílech se dohodli i na rozvodu. Později se však zase dali dohromady, ve 21. sérii v díle Rukojmí Semir opět požádal Andreu o ruku a v pilotním díle 23. série Na východ od ráje měli druhou svatbu.
Když v 19. sérii v epizodě Na vlastní pěst zemřeli rodiče Semirovy biologické dcery Dany, začali Danu vychovávat Semir s Andreou. Dana nejprve Andreu nesnášela, později se však jejich vztah zlepšil a Dana začala nevlastní matku akceptovat. Při druhé svatbě Semira a Andrey byla Dana Andreinou svědkyní. 
Ani druhý pokus o rodinné soužití však nevyšel. Andrea se později i s oběma svými dcerami odstěhovala do dánské Kodaně. Vztah na dálku nevydržel a i toto manželství se rozpadlo (2022). 

#### Charakteristika
Andrea byla ideální sekretářkou, která všechno zařídí, zjistí a obstará, ale byla zároveň i mladá, atraktivní a pohotová. Andrea jezdila v českých autech. Velmi si oblíbila automobily značky Škoda, se kterými se objevila v několika epizodách, vystřídala několik Felicií a byla k vidění ve stříbrné Octavii a modré Fabii Combi. Andrea je šťastná matka.

#### Soukromé vozy
| Auto                  | Roky používání | V epizodách                | Značka                       | Barva      |
| --------------------- | -------------- | -------------------------- | ---------------------------- | ---------- |
| Ford Escort Mk III    | 1997           | Děti slunce                | B-AS 2209                    | Stříbrná   |
| Škoda Felicia Combi   | 1998           | 3                          | D-AL 8780                    | Černá      |
| Škoda Felicia         | 1999           | Maniak na dálnici          | K-AL 29                      | Červená    |
| Škoda Felicia Combi   | 1999           | Chata u jezera             | K-AL 30                      | Stříbrná   |
| Nissan Micra K10      | 2000           | Mat                        | K-MD 3745                    | Červená    |
| Škoda Octavia I       | 2000           | Láska k smrti              | K-TW 6868                    | Stříbrná   |
| Škoda Fabia I Combi   | 2001–2003      | 6                          | BM-KL 230                    | Modrá      |
| Škoda Octavia I Combi | 2001           | V křížové palbě            | BM-KL 501                    | Fialová    |
| Peugeot 106           | 2003–2004      | 3                          | BM-UD 82                     | Zelená     |
| Volkswagen Lupo       | 2004           | Horečka                    | BM-DT 597                    | Černá      |
| Škoda Fabia I Combi   | 2004–2008      | 3                          | BM-TV 990, K-JH 33           | Stříbrná   |
| Škoda Roomster        | 2009           | Bratrská láska             | K-UU 548                     | Stříbrná   |
| Opel Corsa B          | 2011           | 72 hodin strachu           | K-ES 350                     | Vínová     |
| Peugeot 306           | 2011           | Turbo a Tacho jsou zpět    | K-ES 458                     | Vínová     |
| Škoda Fabia II        | 2011–2014      | 6                          | K-BM 311, K-MG 719, K-DS 687 | Stříbrná   |
| Renault Kangoo II     | 2012           | Andělé smrti – firemní vůz | K-RQ 211                     | Modrá      |
| Kia Sportage III [SL] | 2015           | 5                          | K-AH 350                     | Bílá       |
| Hyundai i30 [GD]      | 2016–2017      | 1                          | K-BX 156                     | Bílá       |
| Hyundai i30 [PD]      | 2017–2018      | 2                          | BM-BI 2008                   | Černá      |
| Opel Astra H Karavan  | 2018           | Seznam                     | BM-PF 2670                   | Tmavě šedá |

### Petra Schubertová

#### Život
Petra Schubertová přichází v epizodě Záblesk. Petra původně pracovala jako sekretářka šéfa firmy na letecké součástky. Pak odhalila, že její šéf je zločinec, najala si soukromého detektiva Karstena Zimmermana a vše, co v hale dělo, natočili. Pak si jich ale zločinci všimli. Ujížděli, ale zločinci je pronásledovali. Karstena Zimmermana zabili, Petra s DVD uteče, ale v lese ho ztratila. Petra si nemohla vzpomenout, co se dělo a nepamatovala si ani vlastní jméno. Zločinci je ale pronásledovali dál a stříleli po nich.
Petře, Tomovi a Semirovi se nic nestane a Petru odvážejí do nemocnice. Tam ji jeden zločinec nalezl a chtěl ji zabít. Podařilo se ji utéct a Tom, který mezitím zjistil, kdo Petra je, ji spolu se Semirem zachrání. Tom pak vzal Petru k sobě domů, ale zločinci je u něj doma přepadli a Petru unesli. Tom a Semir je ale našli, Petru zachránili a jejího šéfa a druhého zločince zatkli. Petra se stala novou sekretářkou dálniční policie. Semir pak pošle video, kde jim spolu s Andreou představují svou dceru Aidu. Petra měla další velkou roli v epizodě Věc důvěry, kdy byla zapletená do zločinu spolu s jejím bývalým přítelem. V pilotním díle 11. série Na život a na smrt měla vztah s Tomem. Svůj vztah tajili, a chtěli to ostatním říci na oslavě Semira. Tom byl ale zastřelen a po jeho pohřbu Petra odchází.

#### Charakteristika
Byla třetí sekretářka dálniční policie v Kolíně nad Rýnem.

#### Soukromé vozy
| Auto                | Roky používání | V epizodách   | SPZ      | Barva    |
| ------------------- | -------------- | ------------- | -------- | -------- |
| Škoda Fabia I Combi | 2005           | Otázka důvěry | K-ES 111 | Stříbrná |

### Susanna Königová

#### Život
Susanna Königová se poprvé objevila v pilotním díle 11. série Na život a na smrt na párty s Andreou. V dalším díle nastoupila na místo Petry Schubertové. Nejdříve byla jen u počítače, ale v epizodách Krysí hnízdo a Okno má větší roli. V epizodě 19. série Hra s ohněm prozradí, že čekala dítě s hasičem Tommym Gernhardtem. Ten byl však na konci epizody zatčen za krádeže cenných obrazů a Susanna tedy syna Friedricha, který se narodí ve 20. sérii v pilotním díle Kobro, je to na vás!, vychovávala sama s pomocí technika Hartmuta.
V 6. epizodě 24. série Pod podmínkou po propuštění Tommyho z vězení před ním svého syna skrývá, ale poté, co se Friedrich dostane do většího nebezpečí, pochopí, že to není správná cesta. Rozhodne se za půl milionu eur, o které obrala jednoho zločince, začít s Friedrichem i Tommym nový život daleko v tropech a opustí po mnoha letech svoje pracoviště u dálniční policie. V následující epizodě Mimo službu už se objeví jen prostřednictvím videovzkazu pro Semira a Paula.

#### Charakteristika
Susanna byla náhradou za Petru Schubertovou, která odešla po smrti Toma Kranicha. Byla velmi dobrou kamarádkou Andrey Schäferové-Gerkhanové, která jí v 11. sérii dohodila volné místo sekretářky dálniční policie.

#### Soukromé vozy
| Auto                  | Roky používání | V epizodách   | SPZ       | Barva    |
| --------------------- | -------------- | ------------- | --------- | -------- |
| Rover Mini Cooper MkV | 2007           | Krysí hnízdo  | K-ES 750  | Šedá     |
| Rover Mini Cooper MkV | 2008           | Okno          | D-SK 4444 | Červená  |
| Škoda Rapid Spaceback | 2014           | Hra s ohněm   | NE-GF 539 | Modrá    |
| Toyota Corolla Combi  | 2014           | Strach        | K-DS 687  | Bílá     |
| Mercedes-Benz CLA 200 | 2016           | Operace Midas | K-AU 271  | Stříbrná |

## Policisté

### Jochen Schulte
Partner Anjy Heckerdornové.

### Jennifer „Jenny“ Dornová

#### Život
Jenny Dornová přišla v epizodě Výš, dál, rychleji v 15. řadě seriálu. Jenny přišla přímo z policejní akademie, má jednoho bratra a zastoupila Hotteho parťáka, Dietera Bonratha, když byl Dieter na dovolené. Po smrti Hotteho je, od epizody 72 hodin strachu v 16. řadě do epizody Bez milosti v 19. řadě, Jenny parťákem Dietera. Po tragické smrti Dietera Bonratha navštěvovala policejní psycholožku Isabel Fringsovou, oporou jí byl také kolega Alex Brandt. Od dílu Kde je Semir? v 19. řadě byla povýšena na komisařku a začala pomáhat s případy Semirovi a Alexovi. Měla krátký vztah s technikem Hartmutem Freundem, později v 21. sérii také s Paulem Rennerem.
V 3. epizodě 22. série Rodiče v utajení odchází za účelem zvýšení kvalifikace do USA, v 12. epizodě Krev a voda se vrací pomoct Paulovi, když je Semir na dovolené. Na konci této epizody ale oznamuje odchod natrvalo a odlétá zpět. V 1. epizodě 23. série Nejhledanější je jako newyorská policistka podezřelá z vraždy svého bývalého přítele a uprchne před FBI do Budapešti v Maďarsku, kam jí přijedou Semir a Paul pomoct. Na konci epizody je jasné, že se vrací do týmu. Od epizody Bomby, kam se podíváš je Jenny Dornová zpět ve službě dálniční policie. Naposledy se objevila v poslední epizodě 24. série Dědictví a jako většina původního týmu v nové éře se Semirovou parťačkou Vicky už nefiguruje.

#### Charakteristika
Jenny je ctižádostivá půvabná mladá policistka. Je kamarádská a má ráda zvířata. Ráda nosí koženou bundu a džíny. Narodila se a žije v Kolíně nad Rýnem.

#### Služební vozy
| Auto                   | Roky používání | V epizodách        | SPZ       | Barva                          |
| ---------------------- | -------------- | ------------------ | --------- | ------------------------------ |
| Opel Omega B Caravan   | 2010–2011      | S miminem v náručí | NRW-4 378 | Policejní vůz (stříbrno-modrá) |
| BMW X3                 | 2013           | Revoluce           | D-MJ 4495 | Černá                          |
| BMW F20 125d (M-Sport) | 2015–2019      | 18                 | D-MJ 4495 | Šedá                           |

#### Soukromé vozy
| Auto                 | Rok/y používání | Epizoda       | SPZ       | Barva   |
| -------------------- | --------------- | ------------- | --------- | ------- |
| Citroën C3 Pluriel   | 2011            | V pasti       | K-CC 885  | Červená |
| Volkswagen Golf 3 GT | 2014            | Kde je Semir? | DN-VM 862 | Červená |
| Kia cee'd SW 1.6GDI  | 2014            | Den zúčtování | K-KM 431  | Šedá    |

## Technik

### Hartmut Freund

#### Život
Hartmut Freund je velmi vzdělaný člověk. Je známý svými dlouhými přednáškami, kterým rozumí jen on a šéfová Kim Krügerová. Díky němu bylo vyřešeno mnoho případů. Většinou je u počítače nebo na technickém oddělení, ale občas je i v terénu. V několika epizodách měl brýle, ale většinou je nemá. Má sestru Jessiku, která pracuje jako modelka. Kolegové ho přezdívají "Einstein", jelikož je velice inteligentní a i Semir mu někdy říká, ať mluví německy a ne "řečí velkých myslitelů".
V seriálu se naposledy objevil v 7. epizodě 24. série Mimo službu, ale i v pozdějších epizodách této série bylo zmíněno, že týmu pomáhá dál. V nové éře se Semirovou parťačkou Vicky už ale nefiguruje. V 90minutovém filmu Bezmocnost (číslovaný jako 2. díl 26. série) pak Semir prozradí, že odešel od techniků a založil si úspěšný start-up.

#### Charakteristika
Hartmut je velmi milý a přátelský. Miluje auta. Má své vlastní červené závodní auto, kterému říká Lucy.

#### Služební vozy
| Auto                   | Roky používání | V epizodách          | SPZ       | Barva    |
| ---------------------- | -------------- | -------------------- | --------- | -------- |
| Mercedes-Benz Sprinter | 2014           | Poslední závod (KTU) | K-AC 1257 | Černá    |
| Mercedes-Benz CLA 250  | 2018–2019      | Osudná noc (KTU)     | D-PM 7473 | Stříbrná |

#### Soukromé vozy
| Auto                       | Rok/y používání | Epizoda            | SPZ                        | Barva    |
| -------------------------- | --------------- | ------------------ | -------------------------- | -------- |
| Toyota Supra Mk III (Lucy) | 2004–2007       | 5                  | K-FH 310                   | Oranžová |
| De Lorean DMC-12           | 2008–2012       | 4                  | NE-OM 12, NE-MY 12, D-HF 1 | Šedá     |
| Chevrolet G-20             | 2009            | Kybernetická bouře | D-HF 1                     | Oranžová |

## Další postavy

### Elena Krügerová

#### Život
Elena Krügerová se narodila v Německu. Pracovala jako provozní firmy Cargo Internacional. Pracovala také v Hongkongu, kde se seznámila s Leonem Zürsem, pašerákem drog, který se vydával za novináře, protože chtěl propašovat drogy z Asie do Německa. Měli spolu poměr, ale Elena všechno zjistila a nechala se přeložit do Německa do Kolína nad Rýnem. Zde se seznámila s vrchním komisařem Tomem Kranichem, svou životní láskou. Řekla mu, že pracovala v Berlíně, nechtěla totiž, aby se dozvěděl o její minulosti. Šli spolu na večeři a pak k Eleně domů. Ráno ji zranil jeden zločinec od Leona. Tom se pak dozví, kde Elena pracovala a jede za ní do nemocnice. Elena mu se slzami v očích všechno řekne a zeptá se ho, jestli by se do ní zamiloval, kdyby mu to řekla. Tom odpoví ano a začnou se líbat. Do pokoje ale vejde se zbraní Leon Zürs, unese Elenu a Tomovi řekne, že za ní chce zabavený koks. Tom jede na místo předání, předá Leonovi koks a Leon Elenu vyhodí z auta a odjíždí. Tom běží k Eleně a drží ji v náručí. Leon nečekaně zastaví a chce zabít Toma. Z Tomova auta ale vstane Semir, vzájemně na sebe střílí a po chvíli přijedou posily. Leon ujíždí, policisté ho pronásledují. Leon najede na vlak, narazí do cisterny a jeho auto vybuchne. Epizoda Stíny minulosti končí, když se Tom a Elena objímají a líbají.
Další epizoda Rozloučení se odehrává o šest měsíců později. Elena řekne Tomovi, že je těhotná a společně plánují svatbu. Při jednom případu mají Tom a Semir podezření, že Leon Zürs přežil. Ten má od nehody popáleniny, velké bolesti a je odkázán na morfium. Chce zabít Toma, a tak do jeho auta nastraží bombu. Ten večer přinese Tom Eleně kytici červených růží a mluví spolu o dítěti. Tom chce, aby se dítě když bude kluk, jmenovalo Bruno a Elena souhlasí. Ráno jdou Tom a Elena na ultrazvuk. Tom zavolá na služebnu, že přijde později, ale všichni mu gratulují, protože se vše dozvěděli od Semira. Elena si vezme od Toma klíče a jde ven. Semirovi mezitím zavolá doktor z patologie a řekne mu, že Leon Zürs žije. Semir to řekne Tomovi, ten si pak všimne auta se zločinci a rychle běží ven za Elenou. Už ji však nedokázal zachránit, Elena dá klíček do zapalování a bomba ji a její nenarozené dítě zabije. Po zatčení Leona Zürse Tom od policie odchází. Po odchodu svého nástupce Jana Richtera se vrací, ale za dva roky je zastřelen. Tom Elenu a jejich nenarozené dítě následoval o necelých pět let později.

#### Charakteristika
Elena byla milá, hodná, usměvavá a klidná. Byla elegantní, měla hnědé vlasy a modré oči. S Tomem se do sebe zamilovali na první pohled. Plánovali svatbu a těšili se na miminko.

### Isolde Maria Schrankmannová
Státní zástupkyně.

### Oliver Sturm
„Sturmi“ je známý svými neuvěřitelně dlouhými přednáškami o konspiračních teoriích. Zahrál si po boku Semira a Bena. Mnohokrát jim však pomohl, či dokonce zachránil život. Zemřel v 17. sérii, kde dá Semira a Bena zase dohromady.

### Kai Schröder
„Turbo“ byl žák policejní školy, kterého měl Semir na starosti při výcviku řízení. Jeho nejlepší kamarád, s kterým tvoří nerozlučnou dvojku, je Andreas „Tacho“ Tachinsky. Když bylo Turbovi 12 let, byl na dni otevřených dveří u dálniční policie a od té doby je Semir jeho vzor. Po otci měl převzít instalatérskou firmu, ale chtěl jít kvůli Semirovi k policii, k čemuž zlákal i Tacha, přitom pravý důvod zakrývali před Benem a Semirem tím, že to dělají hlavně kvůli neomezené rychlosti a děvčatám v uniformě.
Při jejich prvním výskytu v 7. epizodě 15. série Turbo & Tacho chtějí pomáhat Kobře 11 při vyšetřování vraždy jejich spolužáka Felixe. Způsobí ale víc škody než užitku, navíc hlavní tým neustále vytáčí tím, že jim říkají „kolegové“, proto jim Ben a Semir zakáží jakkoliv „pomáhat“. Chvíli jim hrozí dokonce i nepřipuštění k závěrečným zkouškám a tedy předčasný konec kariéry u policie. Přesto se Turbo a Tacho rozhodnou vyšetřovat na vlastní pěst a nakonec Kobře 11 pomůžou. V průběhu epizody je Turbo spolu se Semirem unesen, ale nakonec vše dobře dopadne a vrah Felixe je potrestán.

### Andreas Tachinsky
„Tacho“ byl žák policejní školy, kterého měl Ben na starosti při výcviku řízení. Jeho nejlepší kamarád, s kterým tvoří nerozlučnou dvojku, je Kai '„Turbo“ Schröder. Pro Turba je Semir už od dětství vzorem, kvůli němuž chtěl jít k policii, k čemuž zlákal i Tacha, přitom pravý důvod zakrývali před Benem a Semirem tím, že je láká hlavně neomezená rychlost a děvčata v uniformě.
Při jejich prvním výskytu v 7. epizodě 15. série Turbo & Tacho chtějí pomáhat Kobře 11 při vyšetřování vraždy jejich spolužáka Felixe. Způsobí ale víc škody než užitku, navíc hlavní tým neustále vytáčí tím, že jim říkají „kolegové“, proto jim Ben a Semir zakáží jakkoliv „pomáhat“. Chvíli jim hrozí dokonce i nepřipuštění k závěrečným zkouškám a tedy předčasný konec kariéry u policie. Přesto se Turbo a Tacho rozhodnou vyšetřovat na vlastní pěst a nakonec Kobře 11 pomůžou. V průběhu epizody je Tacho postřelen, ale nakonec vše dobře dopadne a vrah Felixe je potrestán.
Herec Daniel Roesner v seriálu ztvárnil o pár let později ještě hlavní postavu komisaře Paula Rennera, který byl Semirovým parťákem v letech 2016 až 2019. Žádná podobnost s postavou Tacha není v seriálu zmíněna.

### Rodina hlavních postav
| Jméno postavy                | Herec                      | Dabér                                                              | Epizody                                                            | Info                                 |
| ---------------------------- | -------------------------- | ------------------------------------------------------------------ | ------------------------------------------------------------------ | ------------------------------------ |
| Kathrin Schäferová           | Floriane Daniel            | René Slováčková                                                    | 22                                                                 | Andrey sestra                        |
| Hassan Gerkhan               | Mürtüz Yolcu               | Pavel Chalupa                                                      | 26                                                                 | Semirův bratranec                    |
| Hakan Gerkhan                | Murat Karualioglu          | Miloš Vávra                                                        | 26                                                                 | Strýc Semira                         |
| Nadja Kranichová             | Anja Knauer                | Kateřina Seidlová                                                  | 67                                                                 | Tomova sestra                        |
| Erkan Düc                    | Ramazan Bulut              | Jiří Bábek                                                         | 83                                                                 | Semirův btratranec                   |
| Jochen Bonrath #1            | Jona Mues                  | Michal Michálek                                                    | 90, 124                                                            | Dieterův syn                         |
| Margot Schäferová #1         | Peggy Lukac                | Dana Syslová                                                       | 116                                                                | Andrey máma                          |
| Hans-Hubert Schäfer #1       | Henry van Lyck             | Martin Štěpánek                                                    | 116                                                                | Andrey otec                          |
| Elfriede Herzbergerová       | Regine Lutz                | Libuše Švormová                                                    | 122                                                                | „Hotteho“ máma                       |
| Jochen Bonrath #2            | Tillbert Strahl-Schäfer    | Filip Jančík                                                       | 136, 208                                                           | Dieterův syn                         |
| Christina Engelhardtová      | Friderikke-Maria Hörbe     | René Slováčková                                                    | 138                                                                | Anna Engelhardtové sestra            |
| Frank Kranich                | Jürg Löw                   | Pavel Rímský                                                       | 153                                                                | Tomův otec                           |
| Bea Ritterová                | Andrea Suwa                | Jolana Smyčková                                                    | 159, 160                                                           | Ex manželka Chrise                   |
| Frederic Ritter              | Benjamin Felix Meyer       | Jakub Nemčok                                                       | 119, 160                                                           | Chrisův syn                          |
| Kathrin Ritterová #1         | Carolin Imcke              | Klára Šumanová                                                     | 166                                                                | Chrisova dcera                       |
| Norbert König                | Jörg Panknin               | Bedřich Šetena                                                     | 168                                                                | Susanny otec                         |
| Kathrin Ritterová #2         | Isabelle Weiß              | Klára Šumanová                                                     | 173                                                                | Chrisova dcera                       |
| Janine Ritterová             | Alissa Jung                | Jitka Moučková                                                     | 176                                                                | Chrisova sestra                      |
| Julia Jäger                  | Joyce Ilg                  | René Slováčková                                                    | 190                                                                | Benova sestra                        |
| Konrad Jäger                 | Max Volkert Martens        | Bedřich Šetena, Bohuslav Kalva                                     | 190, 229                                                           | Benův otec                           |
| Alexander Christo            | Wolf Roth                  | Pavel Rímský                                                       | 199                                                                | Kim Krügerové otec                   |
| Kemal Gerkhan #1             | Erdal Kacar                | Martin Zahálka                                                     | 213                                                                | Semirův bratr                        |
| Hanna Krügerová #1           | Olga von Luckwald          | Jitka Moučková                                                     | 216                                                                | Kim Krügerové neteř                  |
| Patrick Dorn                 | Raúl Richter               | Vojtěch Hájek                                                      | 219                                                                | Jenny bratr                          |
| Dana Wegnerová #1            | Tesha Moon Krieg           | Aneta Talpová                                                      | 223                                                                | Semirova nemanželská dcera           |
| Jessica Freundová            | Lisa Brühlmann             | Terezie Taberyová                                                  | 227                                                                | Hartmuta sestra                      |
| Ayda Gerkhanová #1           | Nicole Rusz                | Aneta Talpová                                                      | 240, 245, 249, 253–254, 258                                        | Semirova dcera                       |
| Ismet Gerkhan                | Serkan Kaya                | Oldřich Hajlich                                                    | 243                                                                | Semirův bratranec                    |
| Lilly Gerkhanová #2          | Emma Helm                  | Aneta Talpová, Klára Nováková, Tereza Těšitelová, Linda Křišťálová | 249, 258, 271, 291–292, 297, 311, 318, 326                         | Semirova dcera                       |
| Lilly Gerkhanová #1          | Lucia Yara Esen            | Aneta Talpová                                                      | 253                                                                | Semirova dcera                       |
| Robert                       | Kai Scheve                 | Libor Hruška, Marek Libert                                         |                                                                    | Andrey nový přítel                   |
| Ömer Güler                   | Mohammad-Ali Behboudi      | Tomáš Juřička                                                      |                                                                    | Strýc Semira                         |
| Ilyada Gerkhanová            | Arza Buzman                | Kateřina Velebová                                                  |                                                                    | Semirova sestřenice                  |
| Semir Gerkhan                | Samy Abdel Fattah          | Petr Neskusil                                                      |                                                                    | Semir v roce 1983                    |
| Felix Neubauer               | Nick Julius Schuck         | Ben Walter                                                         | 268, 269 & 272                                                     | Alexův nevlastní bratr               |
| Anna Mertensová              | Despina Pajanou            | Hana Talpová                                                       | 268, 270 & 272                                                     | Alexova adoptivní máma               |
| Ayda Gerkhanová #2           | Pauletta Pollmann          | Klára Nováková, Tereza Těšitelová, Karolína Křišťálová             | 271, 276, 279, 281, 283, 291, 292, 297–298, 303, 311, 318, 325–326 | Semirova dcera                       |
| Jaqueline „Jackie“ Rathová   | Sina Tkotsch               | Adéla Kubačáková                                                   | 272                                                                | Alexova nevlastní sestra             |
| Tommy Gernhardt              | Ben Braun                  | Marek Libert                                                       |                                                                    | Sussany přítel, budou mít spolu dítě |
| Dana Wegnerová-Gerkhanová #2 | Gizem Emre                 | Jitka Jirsová                                                      | 274, 276, 279, 282–283, 289, 291–292, 307–311, 314–318, 326, 328   | Semirova nemanželská dcera           |
| Frank Rickert                | Peter Benedict             | Pavel Šrom                                                         | 291                                                                | Alexův pravý otec                    |
| Emilia Gruberová             | Letizia Caldi              | Klára Nováková                                                     | 293                                                                | Paulova neteř                        |
| Klaus Renner                 | Michael Brandner           | Bohuslav Kalva                                                     | 293, 300, 321, 322, 354                                            | Paulův otec                          |
| Hanna Krügerová #2           | Zoe Moore                  | Jitka Jirsová                                                      | 295                                                                | Kim Krügerové neteř                  |
| Rita Rennerová               | Ramona Kunze-Libnow        | Daniela Bartáková, Radka Malá                                      | 300, 354                                                           | Paulova máma                         |
| Luisa Bartelsová             | Muriel Wimmer              | Anežka Saicová                                                     | 307                                                                | Finnova sestra                       |
| Martin Dorn                  | Robert Lohr                | Martin Zahálka                                                     | 315                                                                | Jenny otec                           |
| Hans-Hubert Schäfer #2       | Rüdiger Joswig             | Bohuslav Kalva                                                     | 318                                                                | Andrey otec                          |
| Margot Schäferová #2         | Christine Schmidt-Schaller | Radka Malá                                                         | 318                                                                | Andrey máma                          |
| Lisa Gruberová               | Katharina Schlothauer      | Jitka Jirsová                                                      | 321                                                                | Paulova sestra                       |
| Kemal Gerkhan #2             | Leonardo Nigro             | Martin Zahálka, Jan Szymik                                         | 326, 352 a 355                                                     | Semirův bratr                        |
| Mica Gerkhan                 | Zoran Pingel               | Oldřich Hajlich                                                    | 326                                                                | Semirův synovec                      |
| Patrick Dorn #2              | Joshua Grothe              | Petr Neskusil                                                      | 344                                                                | Jenny bratr                          |
| Ömer Gerkhan                 | Şahin Eryılmaz             | Martin Zahálka                                                     | 355                                                                | Strýc Semira (1985-1993)             |
| Selma Gerkhan                | Özay Fecht                 | Daniela Bartáková                                                  | 355, 364-369                                                       | Semirova máma (současnost)           |
| Selma Gerkhan                | Pinar Erincin              | Daniela Bartáková                                                  | 355                                                                | Semirova máma (1985-1993)            |
| Abdulkadir Gerkhan           | Hasan Ali Mete             | Tomáš Juřička                                                      | 355                                                                | Semira otec (1969-1993)              |
| Semir Gerkhan                | Ilia Djahed                | -                                                                  | 355                                                                | Semir v roce 1977                    |
| Semir Gerkhan                | Yasin Boymince             | Bohdan Tůma                                                        | 355                                                                | Semir v roce 1985-1993               |